# Grimmia atrata
Grimmia atrata là một loài Rêu trong họ Grimmiaceae. Loài này được Miel. ex Hornsch. mô tả khoa học đầu tiên năm 1819.